# Жан Рей
Жан Рей (также Рэй и, правильнее, Рэ, фр. Jean Ray) — наиболее известный французский псевдоним бельгийского писателя-фламандца Раймона Жана Мари де Кремера (фр. Raymond Jean Marie de Kremer, на фламандский манер — Раймундус Йоанес де Кремер, нидерл. Raymundus Joannes de Kremer), родившегося 8 июля 1887 года и умершего 17 сентября 1964 года в Генте. Писал на французском и фламандском языках, на последнем — под наиболее известным псевдонимом Джон Фландерс (нидерл. John Flanders); помимо этих двух основных, использовал множество других псевдонимов. 
Творческое наследие писателя чрезвычайно обширно и включает в себя несколько тысяч произведений в различных жанрах: рассказы, повести, романы, репортажи, тексты комиксов, пьесы для ревю и другие. Классик бельгийской школы «странного рассказа», оказавший на неё большое влияние, также известен своими приключенческими произведениями для детей и юношества (в основном на фламандском), считается одним из основателей фламандской школы детектива. Его произведения отличает своеобразный чёрный юмор, домодерновый мир — без телефонов, радио и других примет современности, и составляющие постоянную фоновую тему описания приёмов пищи. Полностью выдуманная писателем и опубликованная в 1950 году романтическая «автобиография» часто служит источником неверных описаний его жизни для некритично настроенных издателей.

## Биография

### Легенда
По активно распространявшейся самим писателем легенде, его биография полна романтических остросюжетных подробностей. В автобиографии 1950 года Жан Рей писал, что его одна бабушка была индианкой, а вторая парижской революционеркой на баррикадах в 1848 году, он сам, как и его родители, стал моряком и с 15 лет плавал и промышлял не совсем чистыми делишками в Южных морях, потом был, помимо всего прочего, укротителем тигров, палачом в Венеции, занимался контрабандой запрещённого алкоголя в США, и, наконец, в 1927 году был за это арестован и осуждён, провёл два года в тюрьме, брошенный семьёй и друзьями, а затем взялся за перо. Эти его некритически воспринятые утверждения часто встречаются во французских биографиях писателя.
Жан Рей вообще часто и много врал о своих похождениях, а будучи уличён в противоречиях, отшучивался: «Жан Рей есть Жан Рей. С ним никогда не знаешь…». Книга его заметок и афоризмов Memorial de Jean Ray (Sailor`s Memories, Kuurne), изданная «Кругом друзей Жана Рея» в 1998 году, начинается с фразы писателя «Судите человека не по тому, что он сказал о себе, а по тому, что он сказал о других». А о своих друзьях, начиная с Мориса Ренара и кончая Мишелем де Гельдероде, Жан Рей всегда говорил только хорошее.

### Детство и юность

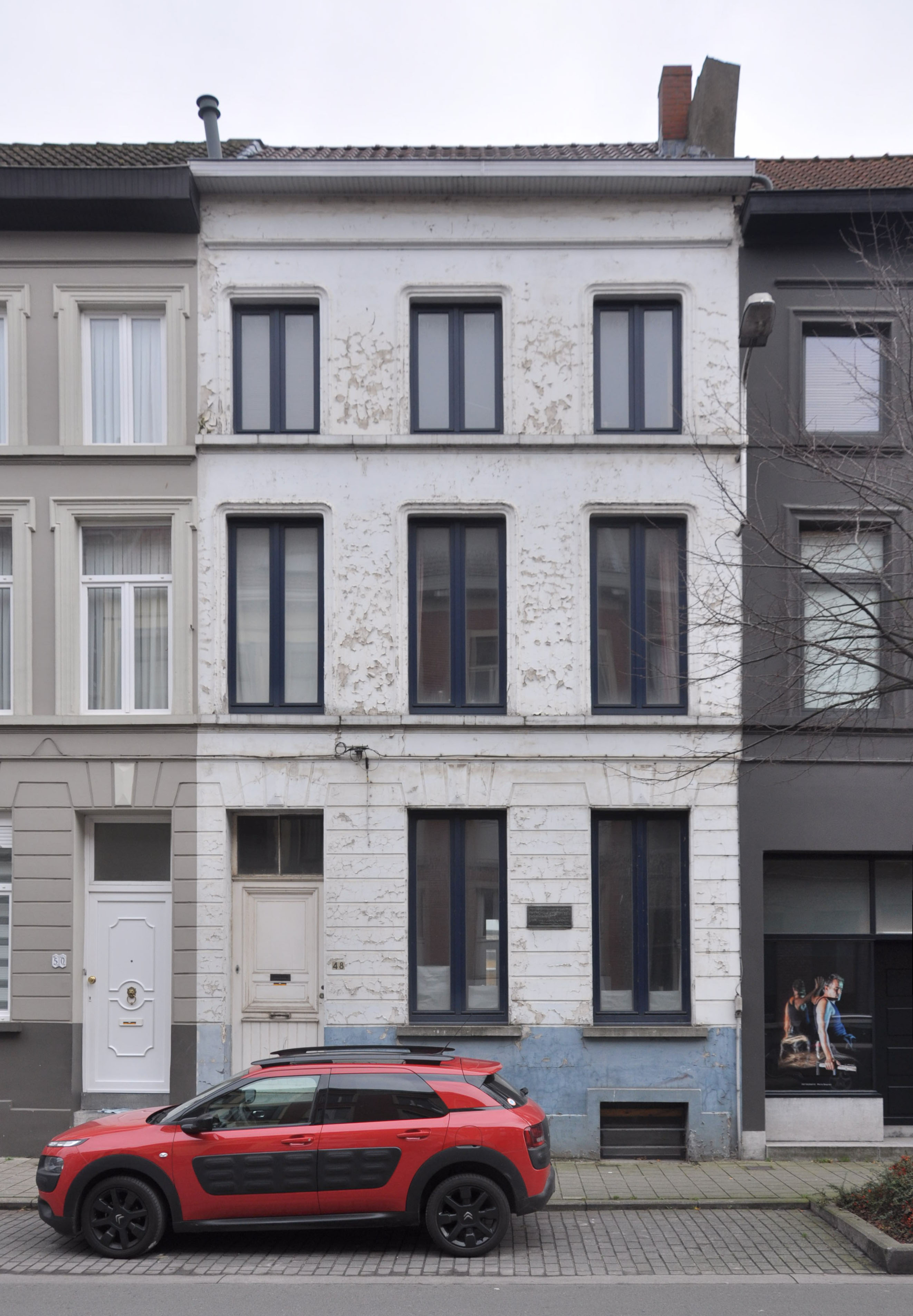
Дом 48 по улице Хам, Гент, где родился Жан Рей

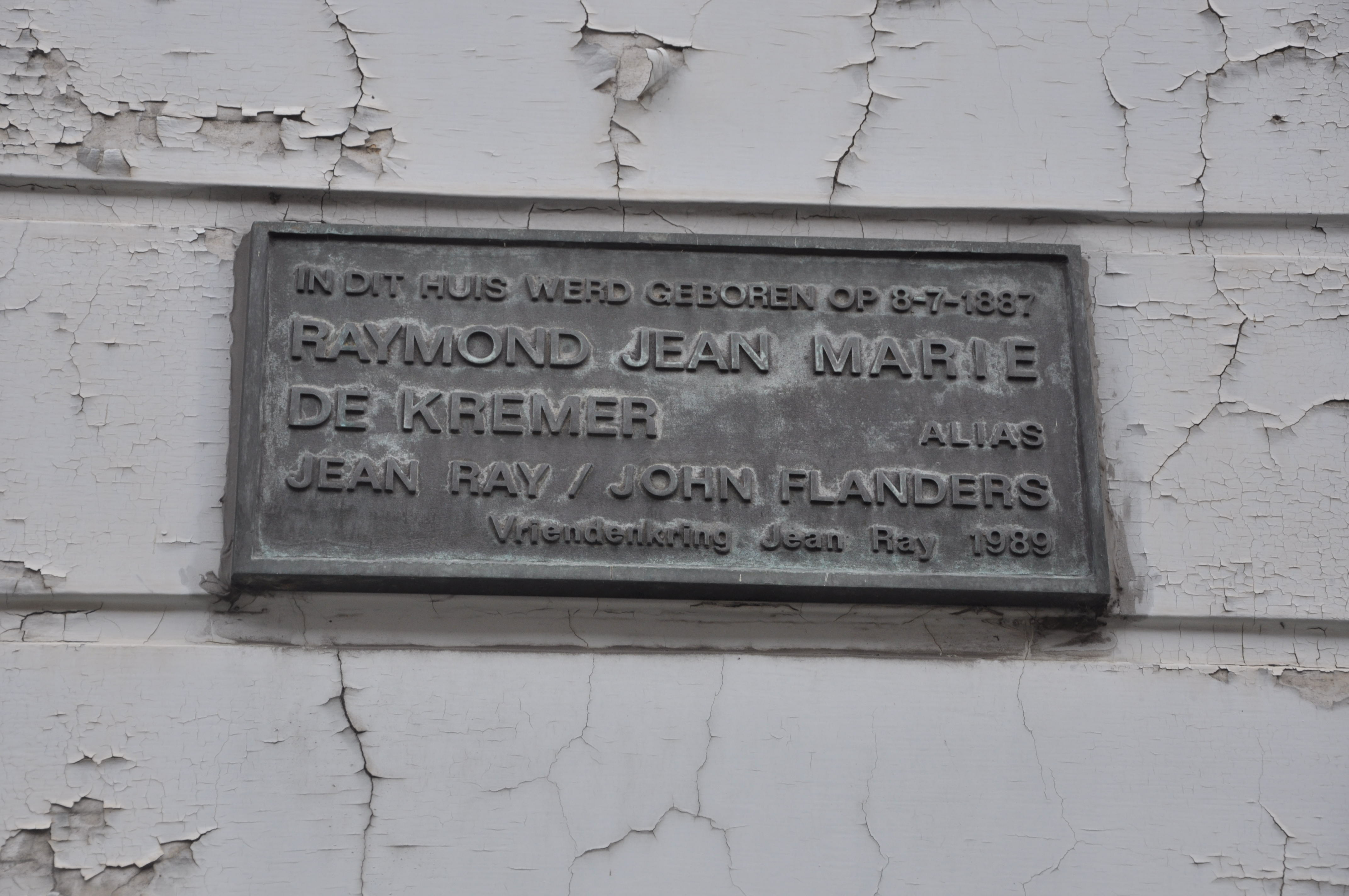
Табличка на доме

Будущий писатель родился в Генте во фламандской семье достаточно богатого портового чиновника Джозефа Эдмона де Кремера (Joseph Edmond) и учительницы Марии Терезы Ансееле (Marie Thérèse Anseele), сестры бельгийского политика-социалиста Эдуарда Ансееле. В отличие от легенды, его дед по отцовской линии был пекарем в Антверпене, а бабушка — родом из Лимбурга, а с материнской стороны семья занималась производством обуви.
В детстве зеленоглазый де Кремер страдал от непереносимости яркого света, предпочитая сидеть в доме родителей на типичной гентской улочке Хам за наглухо зашторенными окнами и слушать бесконечные истории, рассказываемые нанятой для него сиделкой Элоди — которую он затем вывел персонажем в своём романе «Мальпертюи».
Первые пробы пера начинающего писателя появились в студенческой газете в 1904 году. Не доучившись в Гентском государственном педагогическом училище — против воли родителей, он начал пробовать силы в написании пьес для ревю, на одной из постановок встретив свою будущую жену — актрису и певицу Нини Балта (Nini Balta), настоящее имя — Виргиния Бал (Virginie Bal).

### Чиновник, затем бизнесмен
В 1910 году де Кремер стал мелким муниципальным чиновником, а 17 февраля 1912 года женился на Виргинии. В 1913 году у них родилась дочь — Люсьен Мари Терез Эдмон де Кремер (Lucienne Marie Thérèse Edmond De Kremer), известная как Лулу (Lulu). В это время де Кремер уделял больше внимания написанию пьес для мьюзик-холла и пробам силы в журналистике и как писатель — в журнале «Gand XXième siècle — Gent XXe eeuw», чем работе, и держался там лишь благодаря покровительству дяди. С началом Первой мировой войны он сосредоточился опять на пьесах для популярного театра и ревю, забросив журналистику и писательство.
Жан Рей бросил работу клерком в 1919 году и практически немедленно поступил к биржевому брокеру Аугусту ван дер Богарде (August Van den Bogaerde). Параллельно с финансовой деятельностью печатался в различных газетах и журналах, часто — анонимно и под различными псевдонимами: Жан Рей, Джон Фландерс (в честь Молл Фландерс), Tiger Jack, RM Temple, John Sailor, Kapitein Bill, Alice Sauton и другими. С 1920 по 1923 год — редактор либерального журнала «Journal de Gand — Echo des Flandres», после падения продаж сменившего название на «L’Ami du Livre» и ставшего выходить раз в два месяца, однако и в этом формате не вышедшего на окупаемость, что послужило поводом к началу финансовых махинаций де Кремера с деньгами клиентов.

### Первый сборник рассказов, арест и тюрьма
В 1925 году вышел из печати первый сборник его фантастических новелл «Рассказы под виски» (фр. Les contes du whisky), близких по поэтике к готическому роману и новеллистике Эдгара По. Де Кремер подписал сборник псевдонимом Жан Рей — Jean Ray, образованным от начальных частей его двух имён — RAYmond Jean. Сборник был очень тепло принят критикой и имел успех дома и во Франции, что побудило де Кремера объявить о скором выходе второго сборника «Чистый ром» (фр. La rum row), так никогда и не увидевшего свет из-за дальнейших событий.
Жил Жан Рей в это время на широкую ногу (например, его дочь отвозил в школу личный шофёр, а выходные его семья проводила у моря в фешенебельном отеле), однако в 1926 году был арестован по подозрению в мошенничестве согласно показаниям на следствии брокера ван дер Богарде. 20 января 1927 года де Кремер был признан виновным в присвоении 1,5 миллионов бельгийских франков (эквивалент около 5 млн американских долларов 2007 года) потенциальных инвесторов через подставные компании и приговорён к 6 с половиной годам тюрьмы, однако был выпущен досрочно — через два года, 1 февраля 1929, за примерное поведение. В заключении де Кремер работал в тюремной библиотеке и продолжал писать, например, тогда был написан один из его самых знаменитых рассказов «La ruelle ténébreuse». Для жены и дочери Жана Рея его тюремное заключение оказалось тяжким ударом, потому что от них отвернулись все родственники, включая семью Ансееле.

### Смена псевдонима, начало сотрудничества с Altiora
После выхода из тюрьмы сложно было рассчитывать на высокооплачиваемую работу, поэтому Жан Рей с удвоенной силой взялся за перо. Так как имя Жан Рей ассоциировалось у публики теперь с делом о мошенничестве, де Кремер решил использовать как основной другой псевдоним — Джон Фландерс, под которым он публиковался, даже будучи за решёткой: с 1929 по 1935 год под ним в «La Revue Belge» вышло около 20 рассказов. В своих опасениях де Кремер оказался прав: книга «Croisière des ombres» под именем Жана Рея, опубликованная в 1931 году брюссельским издательством Editions de Belgique, была полностью проигнорирована публикой и критиками. В тот же год началось сотрудничество Джона Фландерса с издательством Altiora, начавшееся с сериального издания для детей и юношества «Vlaamse Filmkens» («Фламандское кино») и вылившееся в многолетнее сотрудничество и более 150 выпусков. Это же издательство в 1935 году выпустило новую книгу Фландерса «Призраки на неровной вересковой пустоши» (нидерл. Spoken op de ruwe heide).

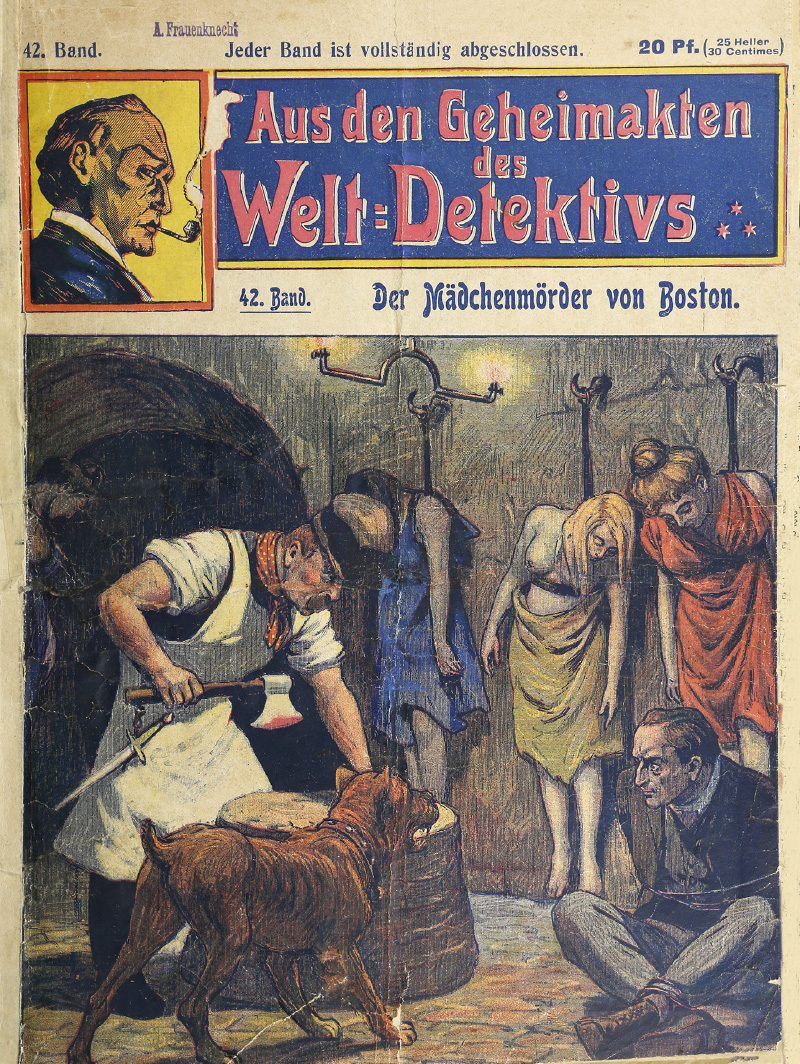
Один из немецких оригиналов серии о Гарри Диксоне

В 1931 году де Кремер присоединился к проекту со «сквозным» героем серии рассказов и повестей в выпусках (в конце концов, их появилось около 180) — американским детективом-любителем Гарри Диксоном, произведения о котором он сначала вольно перерабатывал с немецких довоенных оригиналов по предложению амстердамского издательства, а затем и начал писать сам (около 100). Исходно эти рассказы публиковались анонимно и лишь затем были напечатаны под именем Жан Рей в виде антологии.
Ещё одна сквозная серия рассказов, тоже об американском детективе, Эдмунде Белле, подростке 16 лет, публиковалась Джоном Фландерсом в журнале для юношества «Bravo!», который практически полностью состоял из текстов де Кремера под различными псевдонимами и где он был редактором. Серия и этот журнал иллюстрировались в том числе известным гентским художником Фрицем ван ден Берге, другом детства де Кремера.
Работал Жан Рей и журналистом, в том числе — в изданиях для детей и юношества, из них в основном в вышеупомянутом журнале Vlaamse Filmkens («Фламандское кино»). Писал тексты для комиксов под псевдонимами Кинг Рей (King Ray), Аликс Р. Бантам (Alix R Bantam) и другими, выступал как сценарист. «Странные истории» продолжали выходить и под псевдонимом Джон Фландерс, в этом варианте добившись некоторой известности: 4 истории де Кремера под этим именем были опубликованы в известном американском журнале Weird Tales.

### Военные годы
С началом оккупации многие бельгийские журналы закрылись, а тиражи других сильно упали, что привело к падению темпа публикаций писателя. Однако в 1942—1943 годах де Кремер вновь под псевдонимом Жан Рей опубликовал в созданном им самим и друзьями издательстве «Les Auteurs Associés» серию произведений, впоследствии ставших классическими образцами бельгийской школы «странных историй»: «Le Grand Nocturne», «Les Cercles de l'épouvante», «Cité de l’Inexpressible peur», «Malpertuis», «Derniers contes de Canterbury». Во время оккупации они прошли практически незамеченными, однако прочее его творчество было популярно в Бельгии времён Второй мировой войны, что критики связывают с общим запросом на эскапистскую литературу в то время.

### После войны
С 1946 года де Кремер продолжил сотрудничество с Altiora в рамках детской и юношеской литературы: под псевдонимом Джон Фландерс продолжается серия «Vlaamse Filmkens», публикуются романы «De Zilveren Kaap», «Bataille d’Angleterre», «Zwarte Eiland» и «Geheimen van het noorden», многочисленные рассказы и репортажи — как в журналах и газетах издательства, так и вне них, под различными псевдонимами и анонимно. С 1955 по 1959 год Altiora переиздала книгу «Призраки на неровной вересковой пустоши», а также выпустила ещё две книги Джона Фландерса, «Bij de roodhuiden» и «Roman de la mer», и две книги Жана Рея: «Prisonniers de Morstanhill» и «Hirro, l’enfant de la jungle».
Параллельно этому выходят «странные истории» Жана Рея: две книги «Le livre des Fantômes» и «La Gerbe Noire» в 1947 году и с 1952 года — серия рассказов на страницах журнала «Cahiers de la Biloque», которым управлял его друг и семейный доктор Урбен Тири, известный как Ком Дамьен (фр. Urbain Thiry alias Côme Damien).

### Мировая слава
Во Франции Жан Рей получил известность уже после Второй мировой войны, особенно после переиздания его романа «Мальпертюи» там в 1956 году. Сборник 1961 года «25 meilleures histoires noires et fantastiques» издательства Gérard произвёл фурор, из-за чего издательство быстро выпустило ещё две книги старых рассказов писателя, а также 16 томов серии историй Гарри Диксона.
В результате к 1961 году Жан имел устоявшуюся международную репутацию мастера фантастического рассказа, дошедшую даже до США, где его первая переводная книга — сборник рассказов «Гулы в моей могиле» (англ. Ghouls in My Grave) — была издана в 1964 году. В 1962 году де Кремер получил первую и единственную в его жизни писательскую награду: французский Le Prix Littéraire des Bouquinistes des Quais de Paris. В это время писатель уже был тяжело болен и лично принять приз не смог, но смог появиться на телевидении. В 1963 году во Франции начинается издание Полного собрания его сочинений, а на следующий год выходит специальный номер журнала «Fiction» (№ 126, май 1964 года), посвящённый писателю.
В том же 1964 году режиссёром Жаном-Пьером Моки по мотивам романа «Город Большого Страха» был снят и выпущен на экраны фильм «Большой испуг» (фр. La Grande Frousse ou La Cité de l’indicible peur) с Бурвилем в роли инспектора Триггса-Трике, ставший первой экранизацией произведений писателя на киноэкране.

### Смерть

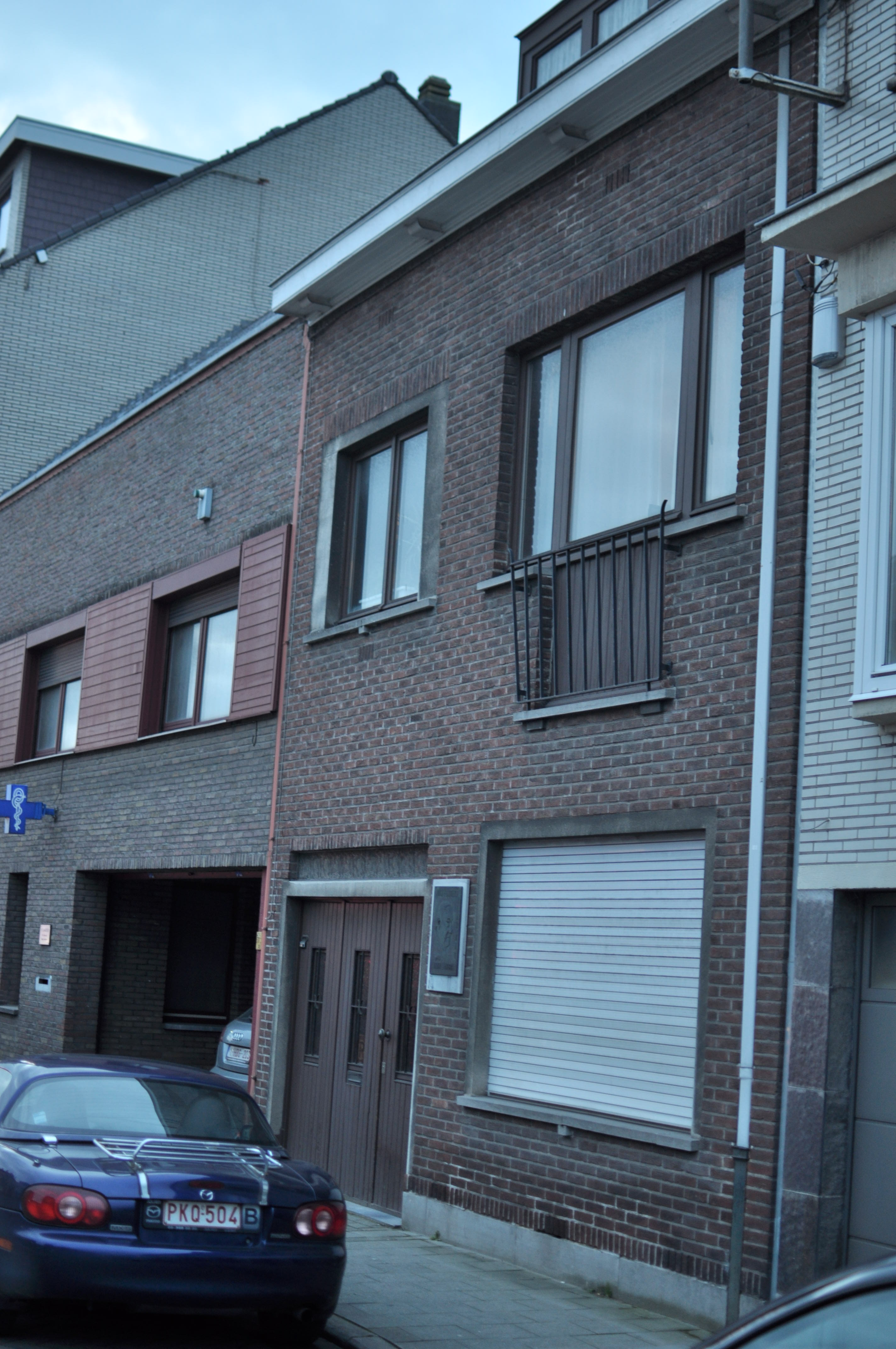
Дом, в котором умер Жан Рей. Видна мемориальная табличка

Последние годы, с 1954, де Кремер жил в Генте в доме дочери по Ройгемлаан (Rooigemlaan), 563. Умер Жан Рей там же 17 сентября 1964 года от сердечного приступа и похоронен в Синт-Амандсберге на кладбище художников и писателей Кампо Санто — рядом с женой, Виргинией Бал, ушедшей из жизни в 1955 году. Похороны проходили в узком кругу из его самых близких друзей и дочери. На могиле де Кремера высечена рифмованная эпитафия его собственного сочинения:
Здесь лежит Жан Рей,

Гентский писака,

Который был никем,

Даже не министром.

## Творчество

### Общая характеристика и значение
В целом де Кремером написано 1500—1600 рассказов и романов, около 5000 репортажей и статей. При прямых вопросах Жан Рей всегда отвечал, что пишет только для денег. В отличие от подавляющего большинства бельгийских авторов, он был билингвом, и его творческое наследие примерно в равной пропорции состоит из французских и фламандских текстов, так, под псевдонимом Джон Фландерс в основном выпускались фламандские произведения для юношества. 
Наиболее известным пластом творчества писателя являются франкоязычные «странные истории» Жана Рея, хотя вклад Джона Фландерса в детскую фламандскую литературу также значителен. Из-за серии о Гарри Диксоне Жан Рей наравне с Рафаэлом Верхюлстом считается основателем жанра фламандского детективного рассказа. 
Жан Рей внёс значительный вклад в развитие жанра фантастической новеллы в бельгийской литературе, так, критик Жан-Батист Бароньян утверждает, что бельгийская школа «странных историй» (фр. École belge de l'étrange) находится под сильным влиянием писателя. Т. Амос называет Жана Рея в тройке отцов-основателей данной школы, наряду с Томасом Оуэном и Мишелем де Гельдеродом.

### Истоки «странных историй» Жана Рея
Страх имеет божественное происхождение. Без чувства страха вы не найдёте в гипергеометрических пространствах Богов и Духов. Если страх только вызывает дурноту и не оставляет на ваших губах привкус огненного вина и не пробуждает трепета ошеломляющей радости или тревожной благодарности — не открывайте этой чёрной книги чудес.
— Из предисловия Жана Рея к сборнику рассказов другого отца-основателя бельгийской школы «странных историй» (фр. École belge de l'étrange) Томаса Оуэна. Цитируется по 

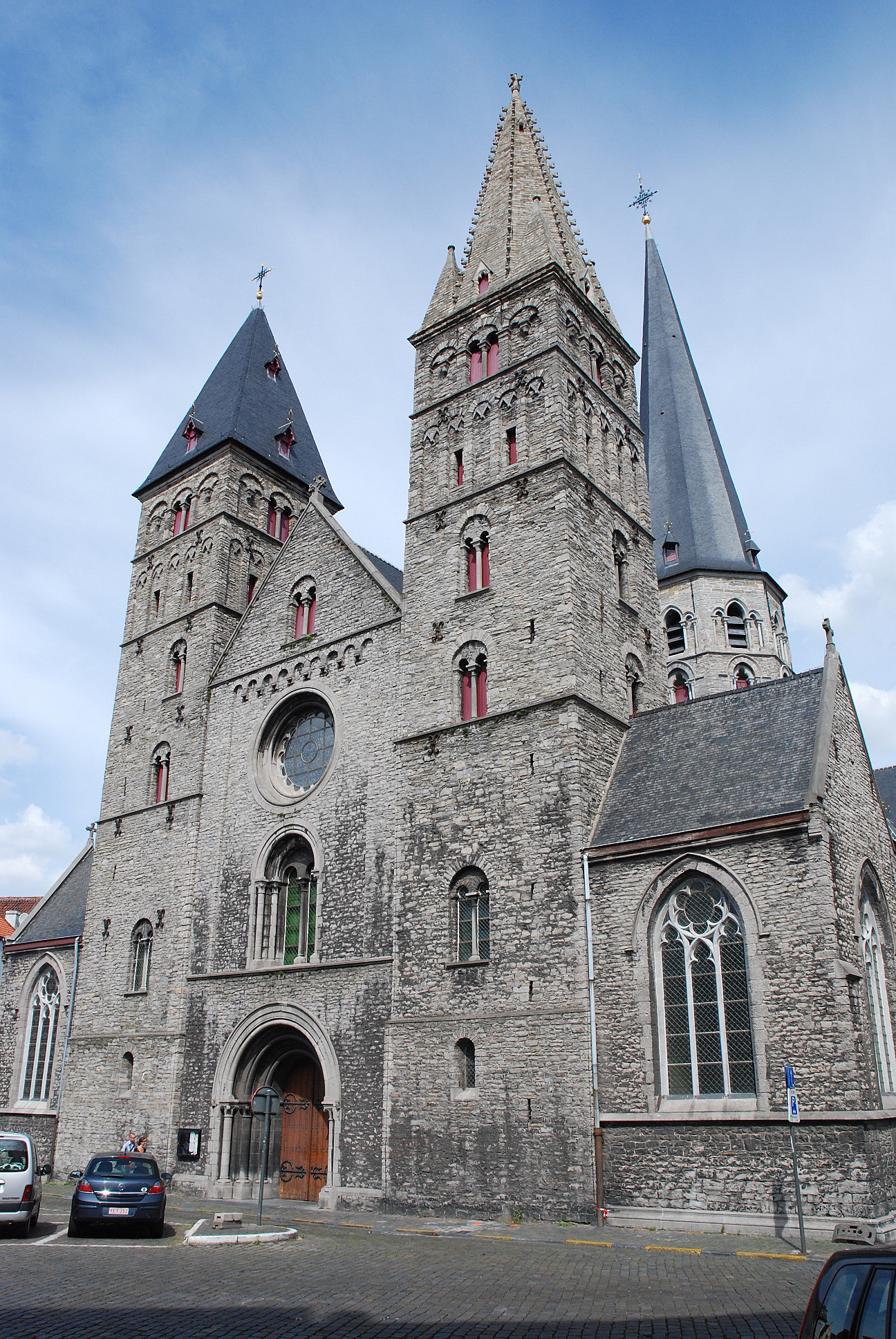
Церковь святого Иакова (Гент)

«Странный мир» Жана Рея вырос из знакомого ему с детства района Гента между церковью святого Иакова и портом. В то время это был довольно злачный район: кривые улочки, часто покрытые промышленным смогом и полные подозрительных личностей. Вероятнее всего, он никогда не был в тех экзотических местах, которые он описывает: ни в Южных морях, ни в пригородах Лондона, используя для описаний лишь карты и литературу.
Помимо воздействия готики и немецкого романтизма с его иррационализмом, критика отмечает в прозе Рея влияние Диккенса и Уильяма Ходжсона, а также Артура Конана Дойла, и сопоставляет его с Лавкрафтом и Эдгаром По. Критик Томас Амос отмечает влияние на писателя европейского авангарда, включая немецкий экспрессионизм, указывая неклассическую компоновку новелл и выбор сюжетов, и спорит поэтому с мнением другого критика, Марка Кагбёра (фр. Marc Quaghebeur), который относит Жана Рея к авторам, достигшим успеха без погружения в модерн.

### Мир «странных историй» Жана Рея
…туманы, дожди, ланды, дюны, зыбучие пески, вампирические болота, неведомые гавани, моря, не обозначенные на картах, мёртвые корабли, сумасшедшие буссоли, тайфуны, мальстремы, подвалы, чердаки, обители бегинок с дьяволом-квартиросъёмщиком, невидимые улицы, блуждающие могилы, ствол тропического дерева, оживлённый разрушительной волей, обезьяны, карлики, инфернальные полишинели, пауки, стрейги, спектры, гоулы, крысы, средневековые химеры, зомби, убийцы-эктоплазмы, входящие и выходящие через зеркало…
Мир Жана Рея.
— 
Монтейро отмечает, что истоки творчества Жана Рея лежат не во французской школе фантастического с её грубым вмешательством сверхъестественных сил, а в бельгийской школе — где фантастическое прорастает из обыденности, так называемый réalisme fantastique. Резкий контраст между обыденностью — поездами, домами и улочками, приёмами пищи — и прикосновением сверхъестественного держит читателя постоянно в напряжении, ведь за фасадом повседневности и за лицами соседей скрываются жестокие убийцы, монстры и даже боги.
В своём творчестве писатель использовал практически все известные мифы жанра, чаще всего обращаясь к темам смерти, дьявола, параллельных миров и страха неизвестности. Новеллы Жана Рея отличает богатство словарного запаса с использованием редких слов и сложная структура повествования с переплетающимися линиями и даже временами повествования, а также с искусственно состаренным миром, в котором отсутствуют приметы модерна: телефоны, радио, электричество. Это скорее литература ужаса, чем литература сверхъестественного, когда ужас передаётся намёками и знаками, но не выступает прямо. В сверхъестественных историях в описаниях чувствуется влияние английской школы «историй с привидениями», М. Р. Джеймса и других авторов. Жан Рей сумел скрестить тему привидений с новой на тот момент темой дополнительных или параллельных измерений, в то же время свободно черпая из традиции мотивы сверхъестественной мести.
Персонажи Жана Рея — люди из плоти и крови, крепко стоящие обеими ногами на земле, любящие житейские радости: табак, виски и добрую трапезу. Тема пищи — сквозная тема писателя, известного гурмана и сладкоежки, и используется в том числе для характеристики персонажей и задания ритма повествования. Ещё один важный элемент мира, полнее всего раскрытый в романе «Мальпертюи», — это старые дома, выступающие одновременно и как крепости, в которых можно спрятаться от всего страшного и непонятного, и как загадочные места, никогда до конца не раскрывающие свои тайны. Место действия часто очень похоже на Гент детства писателя — старые дома древнего города, скрывающие тайны за своими стенами, и узкие дождливые, плохо освещённые улочки, наполненные странными магазинчиками, где можно купить самую экзотическую вещь.
Русский писатель и оккультист Е. Головин, сравнивая Жана Рея с Лавкрафтом, отмечает в то же время большее сочувствие и юмор де Кремера по отношению к своим героям, в отличие от полностью холодного Лавкрафта. Это отношение, однако, не изменяет трагической судьбы персонажей, возникающей при их столкновении — обычно при попытке использования древних тайн или нового загадочного явления в своих интересах — с великим и ужасным неизвестным, стоящим за порогом нашего обыденного и даже научного знания — как и у Лавкрафта. В то же время неизвестно, был ли Жан Рей знаком с произведениями Лавкрафта и наоборот.

### «Мальпертюи»
«Мальпертюи» — единственный полноразмерный роман Жана Рея, который писался и переписывался им неоднократно на протяжении более чем 20 лет. Он отличается сложной структурой повествования от лица большого количества нарраторов, в рассказы которых в свою очередь вкладываются пересказы историй от лица других персонажей. Иногда этот роман называют предтечей жанра магический реализм.
Действие романа происходит в загадочном доме — Мальпертюи, в котором, как выясняется в финале романа, сумасшедший таксидермист содержит для своего развлечения ослабевших греческих богов. Традиционно Мальпертюи (в переводе — Врата Ада) — это логово Рейнеке-лиса, которое имеет чёткую географическую привязку к зданию XII века в городе Дестелберген недалеко от Гента, однако в романе Жана Рея это здание появляется то в разных районах Гента, то в Германии. Вероятным прототипом описанного им здания является комплекс Ворёйт на улице Синт-Питерсньивстрат (нидерл. Sint-Pietersnieuwstraat) в Генте (см. илл.).
Снятый по роману фильм «Мальпертюи» (1972) антверпенского режиссёра Гарри Кюмеля остаётся до сих пор (2007) самым дорогим в производстве бельгийским фильмом.

### Серия о Гарри Диксоне
Серия детективов 1931—1940 годов включает в себя 99 коротких романов, 21 повесть и 19 рассказов Жана Рея, и ещё для 6 романов авторство неясно. Примерно половина относится к фантастике и ужасам, а половина — к детективам. Немецкое издательство, которое хотело перевести на французский довоенные апокрифические произведения о Шерлоке Холмсе, выходившие на немецком в Германии, чтобы не сталкиваться с проблемами копирайта на персонажа, решило изменить ему имя на американца Гарри Диксона (англ. Harry Dickson). Столкнувшись с чудовищно низким качеством оригинальных историй, Рей по договорённости с издателем начал вместо переводов писать, обычно сразу начисто, полностью новые истории, ограничиваясь исключительно ориентацией на то, что было изображено на обложке исходного немецкого издания, которую воспроизводили на фламандском и французском. 
Настроение историй существенно отличается от классического детектива Конана Дойла и характеризуется критиками как «готический сюрреализм». Для атмосферы серии, разворачивающейся преимущественно в ночном туманном Лондоне и доках, наполненных ужасными преступлениями и сверхъестественным ужасом, характерны быстрые скачки от строго логического детектива к хоррору, подробные описания гастрономических привычек и приёмов пищи персонажами, викторианский подход к сексуальности (кроме некоторых ужасных историй, граничащих с оргиастическими), а также прямой и явный расизм.

## Память

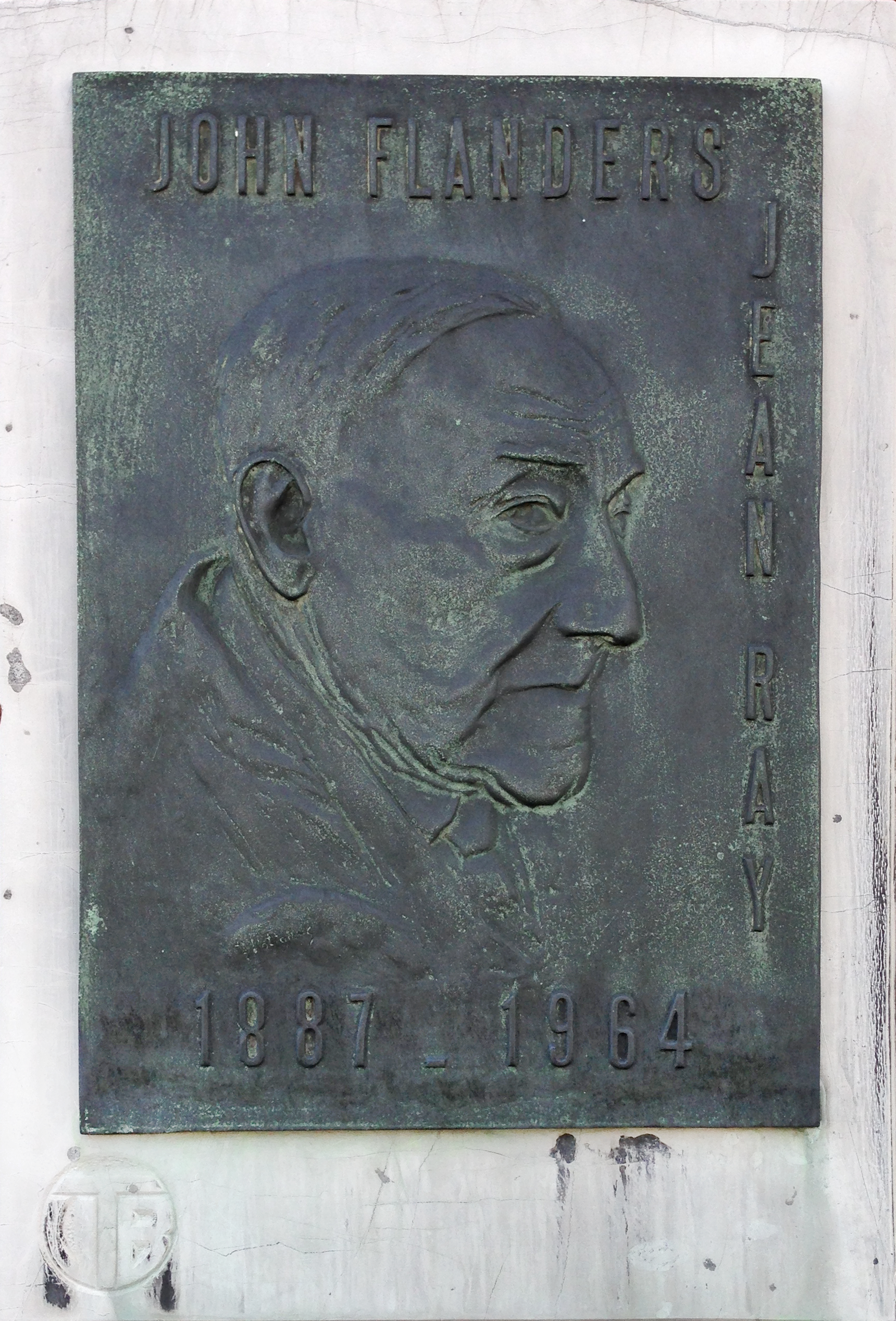
Мемориальная табличка на доме по Ройгемлаан (Rooigemlaan), 563

На домах в Генте, где родился и умер Жан Рей, установлены мемориальные таблички. В Бельгии существует некоммерческая организация «Круг друзей Жана Рея» (De Vrienden van Jean Ray / De Vriendenkring Jean Ray / L’Amicale Jean Ray), занимающаяся популяризацией наследия писателя, и другая, Werkgroep Tiger Jack, которая занимается в основном биографическими исследованиями, а также организует ночные игры-квесты по «Мальпертюи» в Генте. Памяти Жана Рея были посвящены несколько выставок и симпозиумов в Генте.
Издательство Averbode, выпускающее Vlaamse Filmpjes (ранее Vlaamsche Filmkens, с которым активно сотрудничал Жан Рей), учредило премию Джона Фландерса для начинающих авторов.
В 2004 году почта Бельгии выпустила марку с портретом Жана Рея в серии, посвящённой писателям-фантастам.

## Произведения
Наиболее полная библиография писателя, выпущенная некоммерческой организацией De Vrienden van Jean Ray, включает в себя около 10 000 произведений самой различной величины: от 10-строчных мини-рассказов и текстов для комиксов до небольших романов, разбросанных по сотням и тысячам изданий газет, журналов, сборников и антологий. Далее приводятся книжные первоиздания произведений де Кремера.

### Под псевдонимом Жан Рей
- Contes du Whisky. — Brussel: La renaissance du livre, 1925. — P. 219.
- Croisière des ombres. — Brussel: Editions de Belgique, 1931. — P. 227.
- Великий ноктюрн / Le grand nocturne. — Brussel: Les Auteurs Associés, 1942.
- Круги ужаса / Les cercles de l’épouvante. — Brussel: Les Auteurs Associés, 1943. — P. 199.
- Мальпертюи / Malpertuis. — Brussel: Les Auteurs Associés, 1943. Роман экранизирован в 1971.
- Город великого страха / La cité de l’indicible peur. — Brussel: Les Auteurs Associés, 1944. — P. 189. — (Les Auteurs associés, 25). Заглавная новелла экранизирована в 1964.
- Последние сказки Кентербери / Les derniers contes de Canterbury. — Brussel: Les Auteurs Associés, 1944.
- Книга фантомов / Le livre des fantômes. — Brussel: La Sixaine, 1947. — P. 143. — (Le roman noir).
- Чёрный венок / La Gerbe noire. Les meilleurs récits des maîtres de l’épouvante : Ambrosius Bierce, Henri Heine, Herckmann-Chatrian sic, Maurice Renard, Francisque Parn, Johann Aug. Apfel et Mmr Fr. Laun, Thomas Ingolsby, Catherine Crowe, Jean Ray, Thomas Owen, Alice Sauton, Gustave Vigoureux, Alphonse Denouwe / recueillis par Jean Ray. — Brussel: La Sixaine, 1947. — P. 232. — (La Résurrection du roman noir).
- Дверь под водами / La porte sous les eaux. — Париж: Spès, 1960. — (Jamboree). Совместно с Мишелем Жансеном (псевдоним бельгийского писателя Жака ван Герпа[англ.]).
- Les 25 meilleurs histoires noires et fantastiques. — Verviers: Gérard & Co., 1961. — P. 446. — (Marabout-géant nr 114).
- Колдовская карусель / Carroussel des maléfices. — Paris: Gérard, 1964. — P. 314. — (Marabout-géant nr 197).
- Чёрные сказки про гольф / Contes noirs du golf. — Paris: Gérard, 1964.
- Le Livre des fantômes suivi de Saint-Judas-de-la-nuit. — Verviers: Gérard & Co., 1966. — (Marabout-géant nr 247).
- Bestiaire fantastique. — Verviers: Marabout, 1974. — P. 192.

### Под псевдонимом Джон Фландерс
- Spoken op de ruwe heide: een onuitgegeven avonturenroman voor de jeugd. (jeugdroman). — Averbode: Altiora, 1935. — P. 208.
- Mystères et aventures. Nouvelles fantastiques. — Bruxelles: Editions Atalante, 1946. — P. 172.
- Het zwarte eiland. (jeugdroman). — Averbode: Goede Pers, 1946. — P. 171. — (Trekkersreeks ; 5).
- De zilveren kaap. (jeugdroman). — Brussel: Uitgeverij De Pijl, 1946. — P. 144.
- Geheimen van het noorden. Groot onuitgegeven avonturenroman. / Omslag en illustratie van Jan Flameng. — Averbode: Goede Pers, 1948. — P. 163. — (Trekkersreeks ; 8).
- Bij de roodhuiden. — Averbode: Altiora, 1956. — P. 95. — (Uit verre landen. Nr 38).
- Hirro, het kind van het oerwoud: een vreemde geschiedenis uit het Maleise woud. — Averbode: Altiora, 1959. — P. 32.

## Публикации на русском языке
Первые публикации
- Рассказ «Принцесса-тигр» в переводе В. Козового // Неделя. — 1968. — № 1.
- Рассказ «Я убил Альфреда Хевнрока» в переводе В. Козового // Неделя. — 1968. — № 18.
- Рассказ «Я убил Альфреда Хивенрока!» в переводе Ф. Мендельсона и рассказ «Знаменитости на Тюдор-стрит» в переводе А. М. Григорьева в антологии
Рассказы бельгийских писателей / Сост. Инна Шкунаева. — М.: Прогресс, 1968. — 460 с.
- Рассказ «Рука Геца фон Берлихингена» в переводе А. М. Григорьева в антологии 
Библиотека современной фантастики. — М.: Молодая гвардия, 1971. — Т. 21. Антология сказочной фантастики. — 384 с.
- Повесть «Город великого страха» в переводе А. М. Григорьева // Смена. — 1990. — № 12. — С. 124—201.

Книги
- Город Великого Страха / Пер. с фр. Григорьева А. М. — Краснодар: Краснодарское книжное изд-во, 1992.
- Город великого страха / Пер. с фр. Григорьева А. М. — Обнинск: Титул, 1992. — 416 с. — ISBN 5-86866-008-0.
- Точная формула кошмара / Пер. с фр. Хорева А. и Головина Е. — М.: Языки русской культуры, 2000. — 512 с. — ISBN 5-7859-0181-1.
- Пять кругов ужаса / Пер. с фр. Найденкова И. — Минск: Университетское изд-во, 2000. — 448 с. — ISBN 985-09-0230-2, 985-09-0315-5.
- Книга призраков. Колдовская карусель. Мальпертюи / Пер. с фр. Григорьева А. М. — М.: Престиж Бук, 2016. — 448 с. — (Ретро библиотека приключений и научной фантастики). — ISBN 978-5-371-00521-2.
- Круги ужаса. Сумрачный переулок. Последние Кентерберийские рассказы / Пер. с фр. Григорьева А. М. — М.: Престиж Бук, 2016. — 448 с. — (Ретро библиотека приключений и научной фантастики). — ISBN 978-5-371-00532-8.